# Extensions
Extensions è il quarto album del gruppo vocale statunitense The Manhattan Transfer, pubblicato nel 1979 dalla Atlantic Records, il primo realizzato dalla formazione con Cheryl Bentyne. Per la versione vocale di Birdland il gruppo vinse i suoi due primi Grammy Award.

## Il disco
Extensions rappresentò il disco del grande rilancio per i Manhattan Transfer negli Stati Uniti. Un punto di svolta e un nuovo inizio in cui il titolo stesso dell'album richiamava un allargamento degli orizzonti e il raggiungimento di nuovi livelli per la musica del quartetto. Dopo la fiacca accoglienza del precedente Pastiche, accolto bene invece nel mercato europeo, i quattro avevano deciso di trasferirsi a Los Angeles per avere maggiori opportunità avvicinandosi al cuore dello show business americano.
Nel dicembre del 1978 la cantante Laurel Massé aveva subito un grave incidente automobilistico che le aveva provocato seri danni alla mascella e l'aveva costretta a diverse operazioni chirurgiche. Laurel decise di non seguire i suoi compagni in California e rimase a New York per curarsi, decisa tra l'altro a intraprendere la carriera da solista.
I tre superstiti iniziarono così una serie di audizioni per ripiazzarla. L'incontro con Cheryl Bentyne, una giovane e dotatissima cantante di Seattle in quel periodo a Los Angeles in cerca di fortuna dopo un periodo passato in una orchestra swing, fu molto fruttuoso. La sua voce e il modo in cui si integrava con le loro colpirono molto Tim Hauser, Janis Siegel e Alan Paul. Cheryl fu ammessa nel gruppo nel ruolo di soprano e dopo poche prove partecipò alle registrazioni del nuovo album.
I Manhattan Transfer erano nel frattempo cresciuti ed erano maggiormente determinati a ritrovare il successo, anche commerciale, del loro primo album. Per il nuovo disco scelsero come produttore Jay Graydon, chitarrista e session men che aveva nel suo bagaglio già molte importanti collaborazioni nell'ambito del rhythm and blues. Il chitarrista aveva già suonato nel precedente album del gruppo e fu proposto per la produzione dal sassofonista della Man Tran Band, Don Roberts. Graydon prese in mano le redini dell'album componendo alcuni pezzi e partecipando attivamente alle registrazioni scegliendo importanti collaboratori come il canadese David Foster, suo futuro compagno negli Airplay e futuro produttore di successo con all'attivo 15 Grammy. Con il nuovo produttore i Manhattan Transfer si orientarono su un repertorio pop rock moderno, grazie anche al contributo di musicisti come gli onnipresenti membri dei Toto, senza però dimenticare il jazz, il doo wop e il normale miscuglio di generi che li aveva resi famosi.

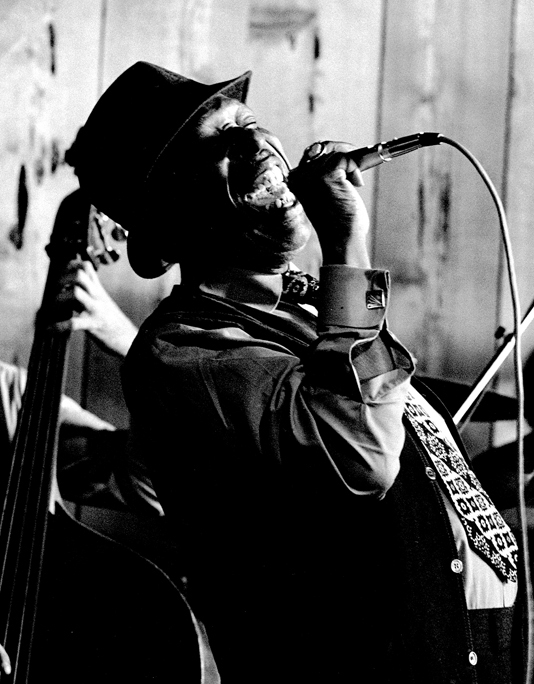
Extensions è dedicato alla memoria di Eddie Jefferson, qui ripreso pochi mesi prima della sua morte avvenuta nel maggio del 1979.

In origine l'album doveva anche essere l'inizio di una collaborazione con il cantante jazz Eddie Jefferson, uno dei padri del vocalese, lo stile jazzistico che prevede la replica di arrangiamenti o assoli strumentali con la voce. Jefferson era noto per le sue rielaborazioni di alcuni classici in chiave vocale tra i quali Body and Soul, So What di Miles Davis e addirittura della elettrica Bitches Brew (sempre di Davis). I Manhattan Transfer avevano già avuto qualche esperienza con quello stile vocale fin dal primo disco. Il progetto non poté essere realizzato per la morte di Jefferson, ucciso da un colpo di pistola nel maggio del 1979 davanti a un locale di Detroit dove si era esibito insieme al gruppo del sassofonista Richie Cole. Extensions fu così dedicato dai Manhattan Transfer alla memoria del cantante scomparso definito nel retro di copertina come «il miglior cantante jazz del mondo».
Se quella con Eddie Jefferson non si realizzò, con Extensions i Manhattan Transfer diedero l'inizio ad un'altra importante collaborazione, quella con Jon Hendricks, anche lui grande interprete dello stile vocalese e paroliere di decine di standard rielaborati in chiave vocale. Il gruppo aveva per la verità già al suo attivo un brano di Hendricks, la versione di Four Brothers di Jimmy Giuffre, incisa nel 1977 per il loro album precedente e divenuta uno dei loro cavalli di battaglia e sigla nei concerti. Per il nuovo disco del gruppo Hendricks scrisse le parole di una composizione strumentale di Joe Zawinul incisa dai Weather Report per l'album Heavy Weather, divenuta una hit della fusion grazie all'orecchiabile motivo e famosa anche per l'esposizione del tema da parte di Jaco Pastorius. Nella versione vocale di Birdland, dedicato all'omonimo celebre locale della 52ª Strada di Manhattan, il cui nome era stato scelto in onore del sassofonista Charlie Parker, Hendricks descrisse uno dei luoghi di culto della storia del jazz richiamandone la particolare atmosfera e omaggiando molti dei protagonisti che vi avevano suonato. La collaborazione tra i Manhattan Transfer e Jon Hendricks sarebbe poi sfociata nel pluripremiato Vocalese del 1985.
La copertina dell'album, pensata da Taki Ono, riassume bene la trasformazione dei Manhattan Transfer e il tentativo, riuscito, di imporsi al di fuori della ristretta cerchia degli appassionati del loro recupero di stili del passato in quello che veniva definito cabaret rock. Nel fronte, in un disegno dell'artisa Peter Sato, è rappresentata la siluette del gruppo in chiave art decò. Nel retro, invece, i quattro sono fotografati in abiti futuristici, nello stesso stile che sarà poi utilizzato per il video clip di Twilight Tone-Twilight Zone.
Extesions fu accolto molto bene dalla critica a dal pubblico e riuscì a imporsi tra gli amanti di due generi diversi, il jazz e il pop. Divenne anche un successo nelle radio dei college La loro versione vocale di Birdland fu apprezzata dal pubblico del jazz moderno e della fusion e fece scuola, il brano di sapore disco music Twilight Zone-Twilight Tone ebbe invece un buon successo tra gli amanti del pop e il suo singolo raggiunse la 12ª posizione della classifica dance di Billboard e la 30ª della Hot 100. Trickle, Trickle raggiunse la 73ª posizione della classifica dei singoli e l'album la 55ª nella Billboard 200.

## La musica
Oltre alla celebre versione di Birdland dei Weather Report, in Extensions i Manhattan Transfer interpretarono un altro brano di sapore fusion in versione vocale, Shaker Song proveniente dal disco di esordio degli Spyro Gyra di Jay Beckenstein.
Twilight Zone-Twilight Tone è un omaggio alla serie Ai confini della realtà (The Twilight Zone) di Rod Serling, telefilm horror e di fantascienza trasmesso dal 1959 al 1964. Alla celebre sigla della serie Alan Paul e Jay Graydon aggiunsero un brano disco music la cui voce solista fu affidata a Janis Siegel. Sempre di Graydon è Nothin' You Can Do About It composta con David Foster, un pezzo pop che sarà poi ripreso dai loro Airplay nel loro unico album nello stile degli Earth, Wind & Fire di cui erano stati a lungo collaboratori.
Body and Soul è uno dei più noti standard jazz. Fu composta nel 1930 e nel 1947 fu usata come tema principale dell'omonimo film di Robert Rossen. Fu interpretata da tutti i più grandi cantanti americani, da Ella Fitzgerald a Frank Sinatra fino a Billie Holiday, ma la sua versione più famosa fu però quella strumentale di Coleman Hawkins del 1939. Hawkins non ricalcò la melodia originale, ma improvvisò sulla progressione armonica del pezzo. La versione del grande sassofonista fu poi ripresa da molti altri jazzisti, tra i quali John Coltrane nel 1960. Eddie Jefferson realizzò una versione vocalese basata su quella di Hawkins nel 1968 con parole e melodia diverse dall'originale del 1930. È a quest'ultima versione che i Manhattan Transfer si rifecero per Extensions, registrandola come omaggio al cantante da poco scomparso.
Secondo omaggio a Ella Fitzgerald dopo In a Mellow Tone presente nel precedente Pastiche, Wacky Dust fu un successo della grande cantante che la incise nel 1938 con l'orchestra di Chick Webb. Nel testo la canzone parla delle gioie e dei danni prodotti dalla cocaina.
Nel disco non mancano brani ripescati nell'enorme repertorio del doo wop. La hit Trickle Trickle fu incisa nel 1958 dal gruppo vocale The Videos in cui militava Clarence Bassett, già membro di gruppi come i The Five Sharps e i The Flamingos. Coo Coo U è invece un brano di sapore africaneggiante inciso dal trio folk The Kingstone Trio nel 1959, gruppo di cui i Manhattan Transfer avevano già inciso Scotch and Soda nel loro secondo disco.
L'album si chiude con una delicata versione corale di Foreign Affair di Tom Waits incisa dal cantautore americano l'anno precedente.

## Riconoscimenti
Birdland ottenne il premio come miglior performance di jazz fusion ai Grammy Award del 1981 (produzioni del 1980). I Weather Report avevano ottenuto lo stesso premio l'anno precedente per il loro album 8:30 che contiene una versione dal vivo del brano. Janis Siegel si aggiudicò, sempre con Birdland, il premio per il miglior arrangiamento vocale.

## Tracce

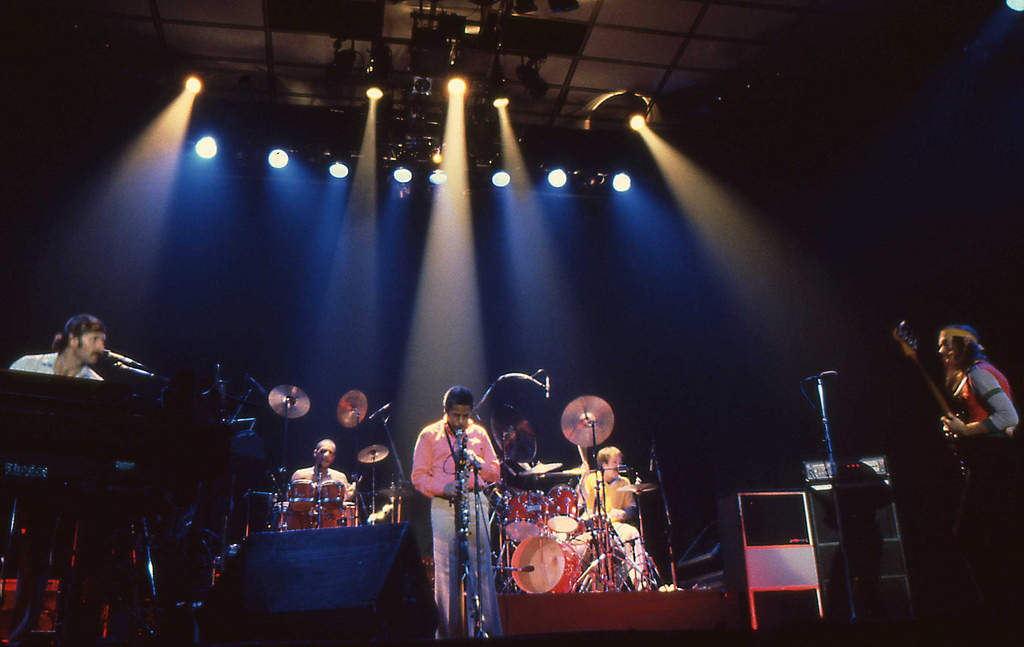
Birdland dei Weather Report fu reinterpretata in chiave vocale dei Manhattan Transfer ottenendo due Grammy Award.

1. Birdland - (Joe Zawinul, Jon Hendricks) - 6:00
2. Wacky Dust - (Stanley Adams, Oscar Levant) - 3:09
3. Nothin' You Can Do About It - (David Foster, Jay Graydon, Steve Kipner) - 4:25
4. Coo Coo U - (Bill Loughbrough, David "Buck" Wheat) - 2:12
5. Body and Soul - (Frank Eyton, Johnny Green, Edward Heyman, Robert Sour) - 4:25
6. a. Twilight Zone - (Bernard Herrmann) - 1:06[10]
b. Twilight Tone - (Jay Graydon, Alan Paul) - 5:05
7. Trickle Trickle - (Clarence Bassett) - 2:18
8. The Shaker Song - (Jay Beckenstein, David Lasley, Allee Willis) - 4:33
9. Foreign Affair - (Tom Waits) - 3:51

## Formazione
- The Manhattan Transfer - voce, arrangiamento (numero 7)
  - Cheryl Bentyne
  - Tim Hauser - arrangiamento (numero 4, numero 8)
  - Alan Paul - arrangiamento (numero 6)
  - Janis Siegel - arrangiamento vocale (numero 1, numero 2, numero 8)
- Michael Omartian - arrangiamento ritmico (numero 1), pianoforte (numero 1, numero 7)
- Jeff Porcaro - batteria (numero 1, numero 6)
- Ralph Humphrey - batteria (numero 1, numero 2, numero 3, numero 5, numero 7)
- David Hungate - basso elettrico (numero 1, numero 2, numero 3, numero 6)
- Michael Boddicker - sintetizzatore (numero 1, numero 4, numero 6), programmazione sintetizzatore (numero 2), vocoder (numero 4)
- Richie Cole - sassofono contralto (numero 1, numero 8)
- Greg Mathieson - arrangiamento ritmico (numero 2, numero 8), pianoforte (numero 2, numero 8), sintetizzatore (numero 2, numero 3), arrangiamento (numero 4), pianoforte elettrico (numero 8)
- Jay Graydon - arrangiamento vocale (numero 2), arrangiamento (numero 3, numero 6, numero 7), chitarra (numero 3, numero 6, numero 7, numero 8), sintetizzatore (numero 3), voce (numero 6), programmazione sintetizzatore (numero 8)
- Jimmy Wyble - chitarra (numero 2)
- David Foster - arrangiamento, pianoforte, sintetizzatore (numero 3, numero 8)
- Ian Underwood - sintetizzatore (numero 3)
- Phil Mattson - arrangiamento (numero 5)
- Chuck Domanico - contrabbasso (numero 5)
- Bill Mays - pianoforte (numero 5)
- Steve Lukather - chitarra (numero 6)
- Jai Winding - pianoforte (numero 6)
- Don Roberts - ottavino (numero 6), sassofono tenore (numero 7)
- Dean Parks - chitarra (numero 7, numero 8))
- Paulinho Da Costa - conga (numero 7, numero 8)
- Abraham Laboriel - basso elettrico (numero 7)
- Alex Acuña - batteria (numero 8)
- Andy Muson - basso elettrico (numero 8)
- Gene Puerling - arrangiamento (numero 9)
- Clair Fisher - direzione (numero 9)

## Edizioni
- 1979 – LP, Atlantic Records SD 19258, USA
- 1978 – LP, Atlantic Records WEA W/K 50674, Europa
- 1990 – CD, Atlantic Records WEA 7567-81565-2, Europa
- 1993 – CD, Mobile Fidelity Sound Lab UDCD 578, USA, Prodotto su licenza della Rhino Records e della Atlantic Records come Ultradisc II nella serie Original Master Recording

### Singoli
- 1979 – Birdland / Shaker Song, 45gg, Atlantic Records 3636, USA
- 1979 – Twilight Zone-Twilight Tone / Body and Soul, 45gg, Atlantic Records 3649, USA
- 1980 – Nothin' You Can Do About It / Wacky Dust, 45gg, Atlantic Records 3756, USA
- 1980 – Trickle, Trickle / Foreign Affair, 45gg, Atlantic Records 3772, USA